# The Bitter Truth
《The Bitter Truth》는 미국의 록 밴드 에바네센스의 다섯 번째 정규 음반이다. 2021년 3월 26일 BMG를 통하여 발매될 예정이다. 현재까지 〈Wasted On You〉, 〈The Game Is Over〉, 〈Use My Voice〉, 〈Year Right〉까지 네 개의 수록곡을 싱글컷하였다. 2020년 4월 17일 음반의 커버와 타이틀, 그리고 첫 번째 싱글의 제목을 발표하였다.

## 발매와 홍보
《The Bitter Truth》는 2021년 3월 26일에 발매될 예정이다.
첫 번째 싱글인 〈Wasted On You〉는 2020년 4월 24일에 발매되었다. 이윽고 두 번째 싱글인 〈The Game Is Over〉에 2020년 7월 1일에 발매되었다. 이후 〈Use My Voice〉가 세 번째 싱글로 발매되었으며, 같은 해 12월 4일 〈Year Right〉가 공개되었다.

## 곡 목록
1. Artifact/ The Turn
2. Broken Pieces Shine
3. The Game Is Over
4. Yeah Right
5. Feeding The Dark
6. Wasted On You
7. Better Without You
8. Use My Voice
9. Take Cover
10. Far From Heaven
11. Part Of me
12. Blind Belief